# Kunstverzameling Jacques Goudstikker
De kunstverzameling Jacques Goudstikker was in de eerste helft van de 20e eeuw een zeer omvangrijke kunstverzameling beeldende kunst van de Nederlandse kunsthandelaar Jacques Goudstikker, die tijdens de Tweede Wereldoorlog in handen was gekomen van nazi-kopstuk Hermann Göring. De oorspronkelijke collectie van Jacques Goudstikker in de meidagen van 1940 zou nu meer dan honderd miljoen euro waard zijn.

## Kunsthandel Goudstikker

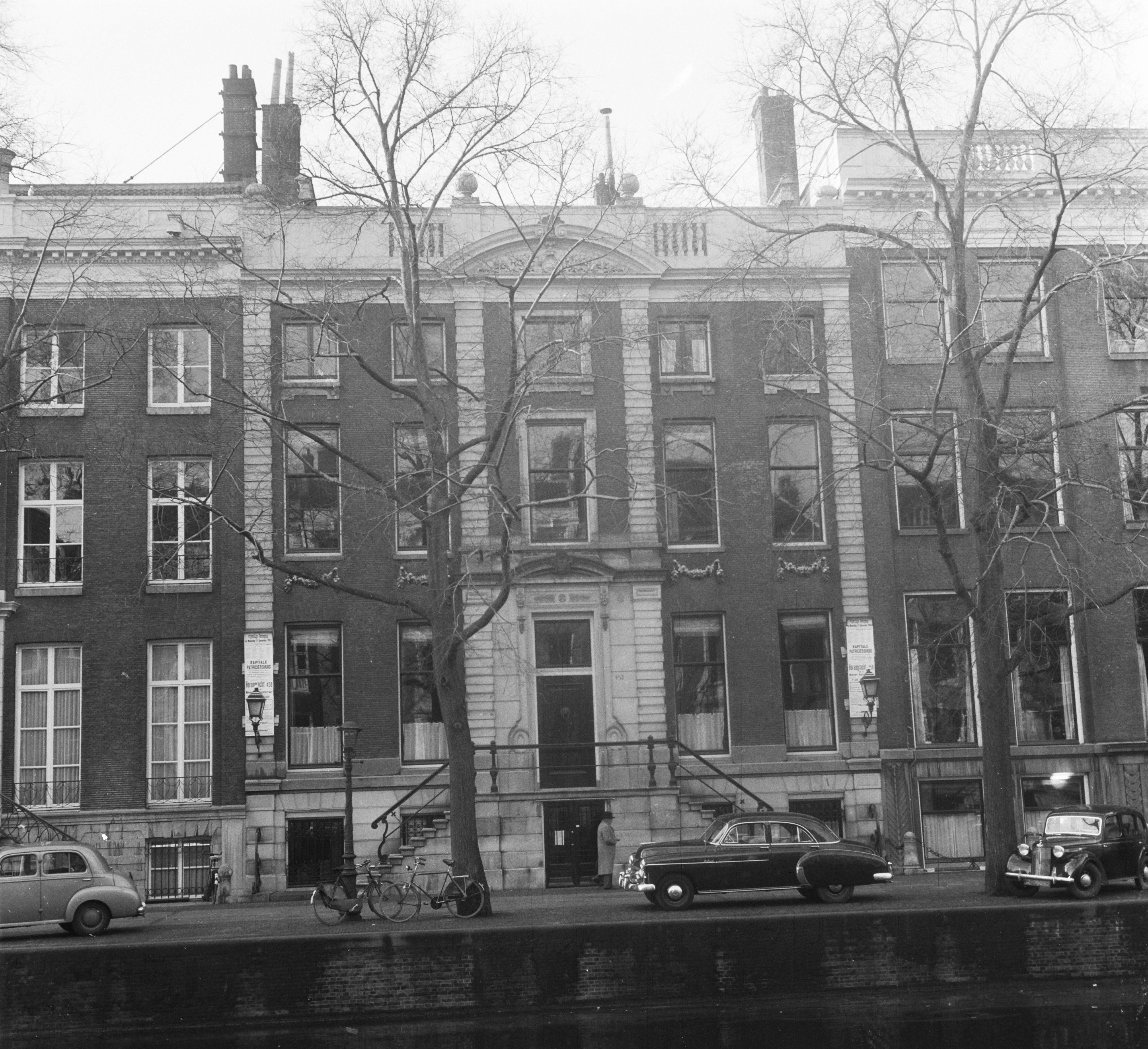
Herengracht 458 in 1951, het voormalige kunsthandel Goudstikker-pand te koop

De kunsthandel Goudstikker was de omvangrijkste, invloedrijkste en meest gespecialiseerde van heel Nederland. Goudstikker verhandelde werken van zeventiende-eeuwse Nederlandse schilders als Rembrandt, Willem van de Velde de Oude, Salomon van Ruysdael en Jan van der Heyden op een wijze zoals dat nu met dergelijke topstukken niet meer mogelijk is, omdat deze alleen nog bij uitzondering publiek geveild worden en eigenlijk tot museumstukken uitgegroeid zijn. Enkele andere topstukken: Claude Lorrain, Jan van Goyen, Jan Steen, Gerard ter Borch, Filippino Lippi en Jacopo del Casentino.

## Tweede Wereldoorlog

### Vlucht
De Joodse kunsthandelaar Goudstikker en zijn gezin ontvluchtten na de Duitse inval Nederland op het schip Bodegraven. Goudstikker overleed tijdens de overtocht. De kunsthandel bleef met een handelsvoorraad van 1113 genoteerde kunstvoorwerpen onbeheerd achter, aangezien de door Goudstikker aangesteld gevolmachtigde advocaat A. Sternheim begin mei plotseling was overleden en Goudstikker nog geen opvolger had benoemd. Twee personeelsleden, A.A. ten Broek en J. Dik sr, namen de leiding van de zaak op zich, waarna Ten Broek op 3 juni 1940 tijdens een voor besluitvorming bijeengeroepen buitengewone algemene vergadering van aandeelhouders tot directeur van de NV werd benoemd.  Vrijwel direct daarop deed Alois Miedl zijn intrede in de zaak en trok de feitelijke leiding naar zich toe.

### Verkoop
Miedl was een Duitser, die al sinds 1932 in Nederland resideerde en zich als gefortuneerd man onledig hield met diverse investeringsmaatschappijen en die daarnaast zelf een zakenbank exploiteerde. Op 1 juli 1940 sloten Ten Broek en Miedl een overeenkomst. Miedl zou voor ƒ 300.000 (omgerekend naar de waarde in 2005 is dit: € 2.000.000) alle onroerende goederen aanschaffen. Alle andere goederen (inclusief alle schilderijen) zou Miedl aanschaffen voor ƒ 2.250.000 (waarde 2005: € 15.500.000). Overeengekomen was dat de overeenkomst zou vervallen, indien de betaling (cheque) niet binnen 3 dagen zou zijn gehonoreerd. Miedl kon niet betalen, en de termijn werd verlengd tot 12 juli 1940. Miedl stuitte op twee problemen. In de eerste plaats op geldgebrek, en in de tweede plaats op verzet van de officiële koper voor Göring: Walter Andreas Hofer. Voor Göring moest Miedl natuurlijk buigen. De overeenkomst van 1 juli 1940 werd ontbonden. Zij werd vervangen door 2 nieuwe overeenkomsten. Op 13 juli 1940 verkocht Ten Broek aan Göring voor ƒ 2.000.000 (waarde 2005: € 13.750.000) de rechten op alle schilderijen, tekeningen, antiquiteiten en verdere kunstvoorwerpen, die zich op 26 juni 1940 in Nederland bevonden en toen eigendom waren van de naamloze vennootschap.
Göring kocht alle 1113 geïnventariseerde schilderijen en kunstvoorwerpen tegen hoogstens een zesde van de werkelijke waarde; een transactie die op naasting lijkt. Bij de verkoop aan Göring behoorden overigens ook drie plafondstukken van Gerard de Lairesse, aanwezig in de zoldering van een van de vertrekken van het pand Herengracht 458 waar Goudstikkers kunsthandel was gevestigd. Nadat de panelen van de plafonds waren losgemaakt werden ze naar Berlijn getransporteerd, evenals de ruim 780 schilderijen die onmiddellijk door Göring zelf werden meegenomen.

### Voortzetting kunsthandel
Miedl had echter nog altijd zijn zinnen gezet op de kunsthandel, want die wilde hij zelf voortzetten. Hij kocht dus van Ten Broek voor ƒ 500.000 (waarde 2005: € 3.400.000):
1. alle aandelen in schilderijen, die deels aan anderen toebehoorden
2. de bibliotheek
3. de cartotheek
4. de wapenverzameling op Nijenrode
5. de inventaris van Nijenrode
6. de inventaris van Herengracht 458
7. alle onroerende goederen (kasteel Nijenrode, buitenplaats Oostermeer en de kunsthandel aan de Herengracht 458, te Amsterdam)
8. het recht op de handelsnaam "Kunsthandel J. Goudstikker NV"

Om zijn dank te uiten, verkocht Göring op uiterst vriendelijke handelscondities een deel van de collectie onmiddellijk door aan Miedl, die daarmee zeer lucratief de kunsthandel J. Goudstikker NV voortzette tijdens de oorlogsjaren. Er zou ook toegezegd zijn dat de achtergebleven 70-jarige moeder van J. Goudstikker op bescherming van Göring kon rekenen en dat haar vermogen niet zou worden vervreemd. De weduwe Goudstikker weigerde de haar door Ten Broek gevraagde toestemming voor de verkoop te verlenen. Ten Broek en partner Dik, de Duitse kopers goed gezinde medewerkers, kregen elk voor hun diensten 180.000 NLG, de rest van het personeel 40.000 NLG. Dit was een riante vergoeding aangezien hun maandloon destijds 600 NLG bedroeg. Notaris Arnold van den Bergh redigeerde de aktes.
Tijdens de Tweede Wereldoorlog zou Miedl met zijn kunsthandel meer dan 3200 schilderijen, waarde ruim 18 miljoen, in nazi-Duitsland verkopen. Aldus werd de naam Goudstikker bezoedeld. Miedl vluchtte in 1944 naar Spanje en werd weer bankier. Hij overleed in 1990. De 25 schilderijen die hij had meegenomen naar Spanje, van onder anderen Gerard Dou, Frans Hals en Antoni van Dijck, zijn nooit meer teruggevonden.

## Naoorlogse periode

### 1945-2006
De teruggekeerde kunstwerken werden na de oorlog door de Nederlandse overheid als "vijandelijk vermogen" in beslag genomen, terwijl het eigenlijk ging om roofkunst. De gerecupereerde kunstwerken werden opgeslagen in het centraal depot van het Instituut Collectie Nederland (ICN) te Rijswijk, van waaruit zij deels in langdurige bruikleen werden gegeven aan de landelijke musea. Na de oorlog ontstond een decennia durende betwisting over de eigendomsrechten op de schilderijen tussen enerzijds de weduwe Goudstikker (overleden in 1996), schoondochter Marei von Saher (1945) die met Edouard Goustikker was gehuwd, en de Nederlandse staat. Het New Yorkse advocatenbureau Herrick Feinstein LLP gespecialiseerd in Art Law verdedigde in dezen de belangen van de erven Goudstikker.
In februari 2006 kreeg de zaak uiteindelijk zijn beslag, nadat de erfgenamen, getipt en aangespoord door journalist Pieter den Hollander, sinds 1997 langs juridische weg de Nederlandse staat tot teruggave dwongen. Vroegere pogingen van de weduwe Goudstikker om haar bezit terug te krijgen waren in 1952 geëindigd in een voor haar zeer nadelige schikking met de Nederlandse Staat. De Restitutiecommissie oordeelde dat de weduwe Goudstikker destijds akkoord was gegaan met een schikking, maar nooit afstand had gedaan van haar rechten op de kunstwerken. Het betrof een aanzienlijke collectie, 1113 in totaal, waarvan er 267 na de bevrijding naar Nederland waren teruggekeerd. Een aantal was sterk beschadigd door de opslag tijdens de oorlog in zoutmijnen op bevel van Hermann Göring. De vorige eigenaars van sommige schilderijen achterhalen, was gezien de onduidelijke herkomst en het grote tijdsverloop een onmogelijke klus. De verzameling bestond ook voor een deel uit door de Sovjet-Unie geconfisqueerd en verhandeld goed; Goudstikker had voor de oorlog op veilingen onteigende kunst van de Sovjet-Unie gekocht.
De Nederlandse regering verklaarde zich op 6 februari 2006 akkoord om 202 van de 267 schilderijen terug te geven aan Marei von Saher, de schoondochter en eerste erfgename van Goudstikker. 40 andere kunstwerken werden niet teruggegeven, omdat deze in mei 1940 niet toebehoorden aan Goudstikker; 21 andere werken ook niet, omdat de weduwe Goudstikker in 1952 bij akte afstand van deze werken had gedaan. 4 terug te geven werken stonden als vermist genoteerd: vernietigd, ontvreemd of gewoon onvindbaar. De Nederlandse staat had in de jaren vijftig 63 kunstwerken zelf verkocht: deze zijn niet te recupereren. De opbrengst daarvan vloeide in de staatskas. Bleef een saldo van 202 terug te geven schilderijen.
Staatssecretaris Medy van der Laan (D66) van Onderwijs, Cultuur en Wetenschappen volgde daarmee het advies van 19 december 2005 van de Restitutiecommissie. Deze commissie, die eind 2001 was ingesteld door het Ministerie van OCW, kwam tot het besluit dat het bezitsverlies van Goudstikkers weduwe, Desi, als onvrijwillig aangemerkt diende te worden omdat bij weigering tot medewerking aan de verkoop inbeslagname had gedreigd. Minister Donner van Justitie (CDA) benadrukte in een verklaring dat de teruggave was gebaseerd op moreel-ethische en niet op juridische gronden. (De ethische bezwaren werden overigens in de media aangevochten vanwege de twijfelachtige opstelling van Edward von Saher, de tweede echtgenoot van de weduwe Goudstikker, t.a.v. het nazi-regime.) Tegelijkertijd was de onderbouwing daarvan weer juridisch. Het Haagse Gerechtshof had de claim van Von Saher in een arrest van 1998 immers afgewezen. Minister Donner zou de "moreel-ethische" gronden erbij hebben gehaald omdat hij bang was voor nieuwe claims. Maar met deze restitutie schiep hij hoe dan ook een precedent. Het Norton Simon Museum USA, kan april 2007, die niet-juridische argumentatie van de Nederlandse Staat aanwenden om af te zien van een tweede teruggave van het tweeluik Adam en Eva van Lucas Cranach de Oude, waar het odium roofkunst op rust. (geschatte waarde US$ 20 miljoen) 

In 1998 werd op de Washington Conference on Holocaust-Era Assets over in oorlogen gestolen kunst, door 44 landen, waaronder Nederland, afgesproken dat morele argumenten zwaarder wegen dan strikt juridische. Rond dit belangrijke symbooldossier groeide langzamerhand een consensus: geen roofkunst in Nederlandse musea.
Schilderijen uit de Collectie Goudstikker sierden de muren van het Kabinet van de Koningin en van enkele ministeries en waren verspreid over ambtswoningen, ambassades en musea, waaronder het Rijksmuseum, het Mauritshuis, Museum Boijmans van Beuningen en het Bonnefantenmuseum. Voor een aantal musea betekende de teruggave een zware aderlating. Het ging om topwerken van de respectievelijke musea, die al meer dan 50 jaar op zaal hingen en waar zowel het publiek als de museumstaf een affectieve band mee hadden. Voor het Dordrechts Museum betrof het "Gezicht op de Oude Maas bij Dordrecht" van Jan van Goyen, voor het Rijksmuseum twee landschappen van Salomon van Ruysdael, voor het Museum Boijmans Van Beuningen een Claude Lorrain en voor het Bonnefantenmuseum een op eigen kosten gerestaureerd paneel van Filippo Lippi (zie hieronder).
Het Keulse Wallraf-Richartz-Museum bezorgde in april 2006 twee kunstwerken terug aan de erfgenamen: "Dorpsgezicht" van de Vlaming David Teniers, en "Koe op de weide" van de Fransman Constant Troyon. Het Albertinum te Dresden retourneerde een zeventiende-eeuws bloemstilleven van de Nederlandse schilderes Rachel Ruysch (1664-1750) aan Von Saher. Het Museum Kunstpalast te Düsseldorf gaf het doek "Kaartspeler en rokers" van Dirck Hals (1591-1656) terug. Via Hermann Göring waren deze werken in Duitse handen terechtgekomen. Het Kunsthistorisches Museum in Wenen retourneerde het "Portret van Van Schooten" (1656) door Philips Koninck aan Marei von Saher. Bij Sotheby's in New York werd een beeld van de Italiaanse kunstenaar Donatello geveild voor 4,5 miljoen euro. Het beeld was ingebracht door een particulier uit de USA, die een deel van de opbrengst afstond aan Marei von Saher.

### Tentoonstelling van roofkunst
Het Joods Historisch Museum van Amsterdam organiseerde in het najaar 2006 een tentoonstelling rond roofkunst uit rijksbezit met onbekende herkomst. De tentoonstelling vond plaats in de Hollandsche Schouwburg, van waaruit tijdens de Tweede Wereldoorlog de Joden werden doorverwezen naar het doorgangskamp Westerbork, de wachtplaats voor de Duitse vernietigingskampen.
Er was een vijftigtal kunstvoorwerpen te bezichtigen van tot nu toe onbekende eigenaars, zoals een marmeren borstbeeld, een bronzen vrouwenhoofd van de Zwitserse beeldhouwster Dora Neher, een romantisch landschap, een stilleven met oesters. Onder elk werk stonden bordjes met teksten als "herkomst verduisterd", "oorlogsdelinquenten" of "erven gezocht". Deze werken werden door de Duitsers buit gemaakt op tot nu toe niet getraceerde Nederlandse Joden tijdens de oorlogsjaren. De joden moesten al hun bezittingen inleveren bij de joodse roofbank Lippmann, Rosenthal & Co. te Amsterdam, alvorens zij naar een concentratiekamp werden afgevoerd. Het Bureau Herkomst Gezocht onder leiding van R. Ekkart verrichtte speurwerk naar de herkomst van 4700 kunstwerken die na de oorlog terugkeerden uit Duitsland en vervolgens toevielen aan de Nederlandse Staat.

### Catalogus roofkunst
De erven Goudstikker stuurden begin 2007 een catalogus met 500 afbeeldingen en beschrijvingen van destijds geroofde schilderijen uit de collectie van Jacques Goudstikker naar musea, veilinghuizen, kunsthandels en bibliotheken overal ter wereld met verzoek eventueel aanwezige kunstwerken te melden, m.a.w. zelf actief op zoek te gaan naar geroofde stukken uit de collectie. Het is de bedoeling dat de (Nederlandse) musea de catalogus met hun bezit vergelijken om te zien of zij werken van Goudstikker in hun collectie hebben. Op deze wijze hoopte Marei von Saher de oorspronkelijke verzameling zoveel mogelijk te herstellen. Een plan voor een Goudstikkermuseum vond echter weinig weerklank.

### Onderhandelingen voorjaar 2007
In het najaar 2006 en het voorjaar 2007 werden besprekingen gevoerd tussen het ministerie van OCW (Directeur Rudi Ekkart, Rijksbureau voor Kunsthistorische Documentatie) en de zaakwaarnemers van Marei von Saher om enkele kunsthistorisch belangrijke topstukken uit de collectie voor Nederland te behouden. Als die Nederland verlaten, zou dat leiden tot pijnlijke gaten in de nationaal openbaar kunstbezit.

Het betreft:
- vakkundig vervaardigde kunstwerken van hoge kwaliteit
- kunstwerken van belang voor het nationale kunstpatrimonium
- kunstwerken van belang voor hun plaats in het oeuvre van een bepaalde kunstenaar
- kunstwerken bekend uit historische bronnen of waar een kenschetsende historie aan verbonden is.

Hier volgt een selectie door dr Bram de Klerck, docent aan de Radboud Universiteit en specialist in oude kunst.
- Kustlandschap met de roof van Europa door Claude Lorrain
- Het gebed van Tobias en Sara door Jan Steen
- Rivierlandschap met veerpont door Salomon van Ruysdael
- De heilige Lucia door Jacopo del Casentino
- De opstanding van Christus door de Meester van de Virgo inter Virgines
- Landschap met een episode uit de verovering van Amerika door Jan Mostaert.

Begin maart 2007 raakte bekend dat de Nederlandse Staat 4 werken van Goudstikker aangekocht heeft ter waarde van 3 miljoen euro. Het ging om de kunstwerken Architectuurfantasie met figuren (1633) van Dirk van Delen (Noordbrabants Museum, Den Bosch), de portretten van Anna Strick van Linschoten en Philips Ram (1625), twee bij elkaar horende stukken van Paulus Moreelse (Centraal Museum, Utrecht) en Gezicht op Delft met een fantasieloggia (1665) van Daniël Vosmaer (Het Prinsenhof, Delft). De erven Goudstikker schonken het werk Kind op sterfbed (1645) van Bartholomeus van der Helst aan de Nederlandse Staat. Het blijft geplaatst in het stedelijk museum van Gouda, waar het tot voorheen hing. Deze vijf schilderijen bleven in de musea waar zij al die tijd in de collectie zaten.
Het Bonnefantenmuseum Maastricht had met ongeveer 38 vroege werken van Goudstikker de meeste stukken in bruikleen, waaronder De Heilige Lucia (ca. 1325) van Jacopo del Casentino. Het museum heeft niets teruggekregen.

### Veiling bij Christie's in 2007
Gedurende het jaar 2007 liet Goudstikkers schoondochter Marei von Saher meer dan de helft van de 202 schilderijen veilen bij Christie's in een reeks van drie veilingen te New York, Londen en resp. Amsterdam. Naar haar zeggen deed zij dit omdat zij substantiële bedragen nodig had om haar advocaten en adviseurs te betalen. Met deze advocaten en raadgevers had zij een no-cure-no-payovereenkomst afgesloten. Von Saher meende dat als de Nederlandse regering, met name de toenmalige staatssecretaris Aad Nuis (Cultuur, D66), was ingegaan op eerdere verzoeken om teruggave in 1997, en zelfs in 1950, zij al die adviseurs niet nodig had gehad. 

Ook de vermaarde Ruysdael Veerpont met vee op de Vecht bij Nijenrode werd in 2007 ter veiling aangeboden.

Christie's veilde de helft van collectie op 19 april te New York, op 5 juli in Londen en op 14 november in Amsterdam. De opbrengst van de drie veilingen samen was 12,4 miljoen euro. De andere helft blijft familiebezit en zal in een rondreizende expositie aan het publiek getoond worden.
Op 19 april 2007 bood Christie's te New York 45 werken ter veiling aan, waarvan een derde onverkocht bleef. De totale opbrengst bedroeg US$ 9,7 miljoen. Het rivierlandschap van Van Ruysdael werd voor US$ 2 miljoen verworven door de Maastrichtse kunsthandelaar William Noortman. Volgens hem viel de prijs erg mee, het was zo goedkoop dat "het voelt alsof ik het werk heb gestolen".
De veiling door Christie's van het tweede deel van de Goudstikker-collectie op 5 juli 2007 te Londen bracht 4,6 miljoen euro op. Op de veiling bracht een tafereel in Den Haag van Gerrit Berckheyde (1638-1698) ruim 750.000 euro euro op. Voor een schilderij van Jan Josefz. van Goyen werd ruim 520.000 euro betaald. Een schilderij van twee liefdesparen van Oostsanen bracht ruim twee keer zoveel op dan verwacht: 168.000 euro in plaats van de geraamde 70.000.
De derde en laatste veiling vond plaats op 14 november 2007 bij Christie's te Amsterdam en bracht 1,2 miljoen euro op. Een doek van Jan van Goyen verwisselde voor ruim 276.000 euro van eigenaar, hetgeen zelfs twee keer het verwachte bedrag was.

### Kunst en hetArt Loss Register
Kunsthandelaar Salomon Lilian uitte op de Maastrichtse kunstbeurs The European Fine Art Fair of TEFAF in het MECC, medio maart 2007, de bedenking een ambivalent gevoel over te houden over de teruggave van oorlogskunst. Hij zei: "Ik vind het terecht dat kinderen of kleinkinderen van joden die in de oorlog beroofd zijn hun bezit alsnog terugkrijgen. Ik ben zelf joods. Maar het is nu vooral big business geworden voor advocaten. Kunsthandelaars zijn er niet blij mee. Wij moeten zo voorzichtig zijn met onze aankopen, ik laat de oorlogsgeschiedenis van elk schilderij checken door het Art Loss Register. Voor mij mag die teruggave nu wel een keertje afgelopen zijn."

### Einddatum voor opeisen roofkunst
De Nederlandse Staat had 4 april 2007 als uiterste datum aangegeven voor claims op in de oorlog gestolen kunst. Daarmee kwam een einde aan de tienjarige zoektocht naar de herkomst van 4.500 kunstvoorwerpen uit veelal Joods bezit die tijdens de Tweede Wereldoorlog in Duitsland zijn beland en na de bevrijding terugkeerden naar musea en overheidsgebouwen in de zogeheten Nederlands Kunst (NK)-collectie.

### Bonnefantenmuseum Maastricht 2008-2013
Onder de titel Het Nederlandse Palazzo presenteerde het Bonnefantenmuseum te Maastricht in 2008 gedurende vijf jaar vroeg-Italiaanse kunst verzameld in Nederland tussen 1900 en 1940. Het ging om 200 werken uit het bezit van het Rijksmuseum en het Bonnefantenmuseum zelf.
Naar aanleiding hiervan verscheen de publicatie Het Nederlandse Palazzo, waarin Fee van 't Veen deze verzamelgeschiedenis van vroeg-Italiaanse kunst beschrijft. Uit de publicatie komt naar voren dat Jacques Goudstikker met zijn kunsthandel Goudstikker NV tijdens het interbellum het speciale adres was voor de oude Italiaanse kunst met een heel gevarieerd aanbod. Omdat de belangstelling voor deze kunst bij Nederlandse verzamelaars toenam en hierdoor een netwerk ontstond, kochten deze liefhebbers allemaal bij Goudstikker.

### Aankoop Van Goyen door Dordrechts Museum, 2008
Het schilderij Gezicht op Dordrecht (1651) van Jan van Goyen was een halve eeuw lang te bezichtigen geweest in het Dordrechts Museum, maar werd in 2006 overgedragen aan de erven Goudstikker. Een geldinzamelactie, "Geef Dordrecht zijn gezicht terug", was zeer succesvol en resulteerde in een bedrag van 3,5 miljoen euro. Met financiële steun van fondsen en van inwoners van Dordrecht slaagde het museum erin dit belangrijke kunstwerk in september 2008 terug te kopen en voor de stad te behouden.

### Schilderij Jan Steen naar familie Goudstikker, 2008
In de negentiende eeuw werd het schilderij De huwelijksnacht van Tobias en Sara van Jan Steen (1626-1679) in twee stukken gesneden, naar alle waarschijnlijkheid omdat het door brand was beschadigd. Afzonderlijk zijn beide delen in de kunsthandel beland en na verloop van tijd wist niemand meer dat de delen bij elkaar hoorden. Het rechterdeel, dat de aartsengel Raphaël uitbeeldt, werd in 1907 gekocht door verzamelaar Abraham Bredius en kwam later terecht in Museum Bredius in Den Haag. Het linkerdeel met het bruidspaar Tobias en Sara werd het eigendom van Goudstikker. In 1996 werden de delen gerestaureerd en weer samengevoegd. De gemeente Den Haag werd eigenaar van het deel Aartsengel Raphaël, terwijl het andere deel vanaf de restauratie eigendom werd van de Staat. De Staat droeg in 2006 het deel met Tobias en Sara over aan Marei von Saher, de erfgenaam van Goudstikker. De gemeente Den Haag maakte bezwaren tegen de teruggave van haar deel, dat immers niet uit de collectie Goudstikker stamt. Na een advies van de Restitutiecommissie Cultuurgoederen in 2008 liet de gemeente Den Haag weten dat zij haar deel voor ruim 620.000 euro zou verkopen aan Von Saher. Alzo kon het terug samengevoegde en moeizaam gerestaureerde werk in zijn geheel behouden blijven.
Tegen deze gang van zaken kwam eind 2009 echter verzet door de Stichting tot bescherming en behoud van Nederlands Openbaar Kunstbezit. Om de verkoop mogelijk te maken moest de bepaling van Bredius ten aanzien van zijn nalatenschap, namelijk de voorwaarde dat de collectie voor altijd onverdeeld in het Museum Bredius diende te verblijven, gedeeltelijk worden ontbonden. Teneinde tot een oplossing te komen in dit geschil werd dit voorgelegd aan de rechtbank, die op 5 februari 2010 oordeelde dat de gemeente Den Haag haar deel van het schilderij Het huwelijk van Tobias en Sara niet mocht verkopen. Vanwege de uitspraak van de rechter moest in ieder geval het deel De Aartsengel Rafaël in Museum Bredius blijven. Het doek opnieuw in twee delen splitsen vond de rechtbank "geen redelijk alternatief". Dankzij een gift van de erven Goudstikker, en bijdragen van het Mondriaan Fonds en de Vereniging Rembrandt kon het schilderij toch voor Museum Bredius behouden blijven.

### Reizende expositie, 2009
Een reizende, internationale expositie met een klein deel van de door Marei von Saher teruggekregen kunstwerken vond plaats in het Bruce Museum te Greenwich van 10 mei tot 7 september 2008. Hierna zijn de werken te zien geweest in het museum van het Holocaust-Instituut Yad Vashem in Jeruzalem. Tot 2 augustus 2009 was de tentoonstelling, met zo'n 35 werken van onder anderen Jan van de Heyden, Peter Paul Rubens, Michiel Sweerts en Pieter de Hooch, te zien in The Jewish Museum in New York onder de titel 'Paintings from the collection of Jacques Goudstikker'.

### Teruggave door Duitsland van roofkunst in 2012
Op 4 maart 2012 gaf Duitsland en met name het Museum der bildenden Künste van Leipzig zes schilderijen uit de toenmalige Kunstverzameling Jacques Goudstikker en de collectie Nathan Katz terug aan de Nederlandse staat. Het betrof doeken van Hollandse meesters waaronder Philips Wouwerman met Twee mannen met paard aan het strand, Domenicus van Tol met Jongen met hond, Hendrick Gerritsz. Pot met De bebaarde drinker, Jan Steen met Batshseba na het baden, Pieter van der Croos met Landschap aan zee en Gerard Dou met Voor een tulpenbed knielende vrouw in gesprek met een man. De werken waren in 1940 via de dubieuze bemiddeling van Alois Miedl in de privéverzameling van de tussen 1940 en 1945 in Nederland gestationeerde Wehrmachtofficier Alfred Kummerlé beland. Na Kummerlé's dood kwamen de kunstwerken in 1949, na inbeslagname door de Oost-Duitse overheid, in het museum van Leipzig terecht. De Nederlandse Rijksdienst voor het Cultureel Erfgoed verwierf de werken eerst met nadien behandeling van mogelijke claims door de erven Goudstikker of Katz.

### Terugkoop delen collectie Goudstikker
In 2008 kocht de National Gallery of Art in Washington een werk uit de Collectie Goudstikker. Het ging om een werk van Salomon van Ruysdael dat tot aan de teruggave in het Amsterdamse Rijksmuseum hing. Het Rijksmuseum in Amsterdam onderhandelde in 2013 met de kunsthandelaar Simon Dickenson om het werk Ontdekking van Amerika uit 1550 van Jan Mostaert terug te kopen. Dit schilderij was in maart 2013 te zien was op de Tefaf in Maastricht.

### Restitutie tekeningen van Jan Toorop
Begin 2015 dook een serie van twaalf tekeningen op uit de verzameling Goudstikker. De helft daarvan verwierf het Stedelijk Museum Amsterdam in oktober 1940 op een veiling, de andere helft belandde in het Gemeentemuseum Den Haag via aankoop. De reeks tekeningen heeft als thema De arbeid in de kaarsenfabriek te Gouda. Gesprekken met de erven Goudstikker waren anno 2015 aan de gang. De Nederlandse musea verwierven tot in 2015 een viertal werken voor de totale som van 12 miljoen euro. Von Saher schonk Kind op sterfbed uit 1645 van Bartholomeus van der Helst aan het Museum Gouda.

### Betwisting rond werk van Lucas Cranach
Marei von Saher procedeert sinds 2007 voor teruggave van een werk van Lucas Cranach. Het tweeluik, Adam en Eva, ooit een deel van Goudstikkers collectie, is nu in handen van het Norton Simon Museum in Californië. Deze claim is in augustus 2016 door een Amerikaanse federale rechter afgewezen.

### Veiling bij Christie's en situatie voorjaar 2015
In 2015 werden bij Christie's New York 28 schilderijen uit de collectie geveild, in opdracht van Goudstikkers schoondochter Von Sahern. Het betrof 16e- en 17e-eeuwse werken van Vlaamse, Hollandse, Franse en Italiaanse meesters. Men schatte de opbrengst op 1 miljoen euro. Het topstuk was een geschilderd portret van de Poolse koningin Marie Louise Gonzaga door Ferdinand Bol. Dit werk hing tientallen jaren in het Maastrichtse Bonnefantenmuseum.

Tot 2015 werd door de erven Goudstikker ongeveer 35 miljoen euro verdiend aan de verkoop van een deel van de collectie. De National Gallery of Art in Washington betaalde ongeveer 13 miljoen euro voor Rivierlandschap met veerpontje uit 1641 van Salomon van Ruysdael.

## Collectie

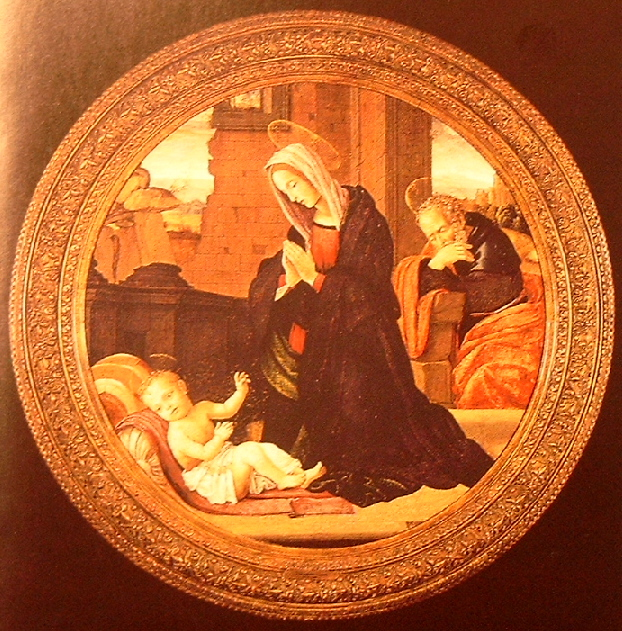
Filippino Lippi Bonnefanten Maastricht

Alle schilderijen van Goudstikkers collectie zijn gedigitaliseerd en waren te zien in het archief van het ICN.
Een klein deel van Goudstikkers handelsvoorraad is kunsthistorisch van groot belang en was in Nederlands Rijksbezit:
- 'De aartsengel Rafael voorkomt een zelfmoord', atelier Neri di Bicci, ca. 1450, bladgoud op paneel, 25×53,5 cm (nu in het Bonnefantenmuseum te Maastricht)
- 'Schepen op een turbulente zee' en 'Rivierlandschap met veerpont' van Salomon van Ruysdael' (was in bruikleen bij Rijksmuseum Amsterdam)
- 'Rivierlandschap met kasteel Nijenrode' van Jan van der Heyden, (was in bruikleen bij Rijksmuseum Amsterdam).
- 'Onweer boven meer' van Jan van Goyen (was in bruikleen bij het Leidse Stedelijk Museum De Lakenhal)
- 'Kustlandschap met de roof van Europa door Jupiter' door Claude Lorrain (nu in Museum Boijmans Van Beuningen, Rotterdam); geschatte opbrengst bij publieke verkoop: 6 tot 7 miljoen euro.
- 'De Astronoom', Gerrit Dou, olieverf op paneel, 26,5×28,6 cm
- 'Gezicht op de Oude Maas te Dordrecht', Jan van Goyen, 1651, paneel, 67,2×98,1 cm (nu in het Dordrechts Museum)
- 'Portret van een dood kindje', Bartholomeus van der Helst (was in bruikleen bij museumgoudA), 1645, 63×86 cm
- 'Madonna in aanbidding voor Christus', Filippino Lippi, 1495-1500, tempera op rond paneel, d 86 cm (nu in het Bonnefantenmuseum te Maastricht) zie afbeelding hierlangs
- 'Landschap met ruïne bij de beek, herders en vee', J.S. Mancadan (in bruikleen bij Fries Museum, Leeuwarden), 53,5×47 cm
- 'Dominicus', Jan Provoost (was in bruikleen bij Rijksmuseum Twenthe)
- 'Johannes de Doper', Jan Provoost (was in bruikleen bij Rijksmuseum Twenthe)
- 'Het offer van Iphigenia', Jan Steen (was in bruikleen bij Rijksmuseum, Amsterdam), 1671, 135×173 cm
- 'Het gebed van Tobias en Sara' van Jan Steen, Museum Bredius te Den Haag.
- 'Gezicht op Delft met een fantasieloggia', door Daniël Vosmaer, thans in de Prinsenhof te Delft.